# Rue du Maréchal-Joffre (Colombes)
Pour les articles homonymes, voir Rue du Maréchal-Joffre.
La rue du Maréchal-Joffre est une voie de circulation de Colombes dams le département des Hauts-de-Seine, en France.

## Situation et accès

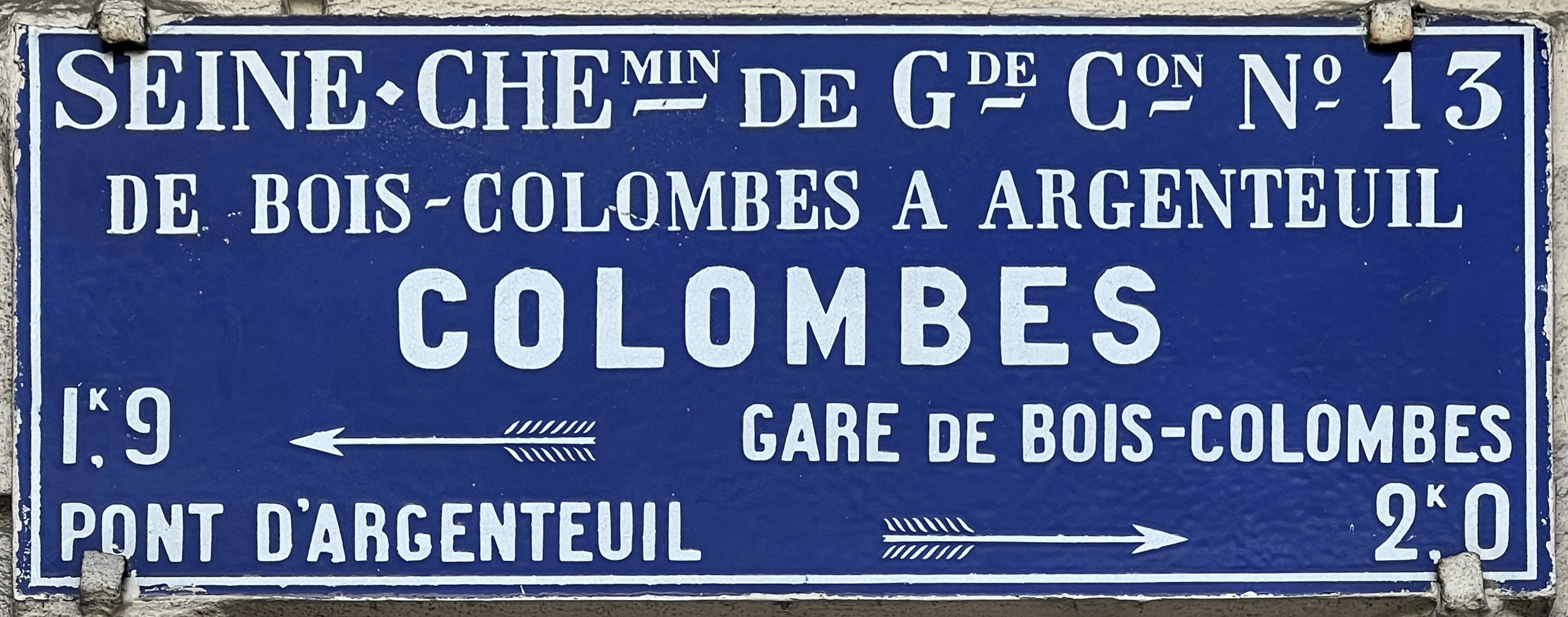
Plaque de cocher rue du Maréchal-Joffre, en octobre 2022.

Partant de l'ouest, elle bifurque vers le sud-est, franchit la coulée verte de Colombes et se termine à la limite de Bois-Colombes.

## Origine du nom

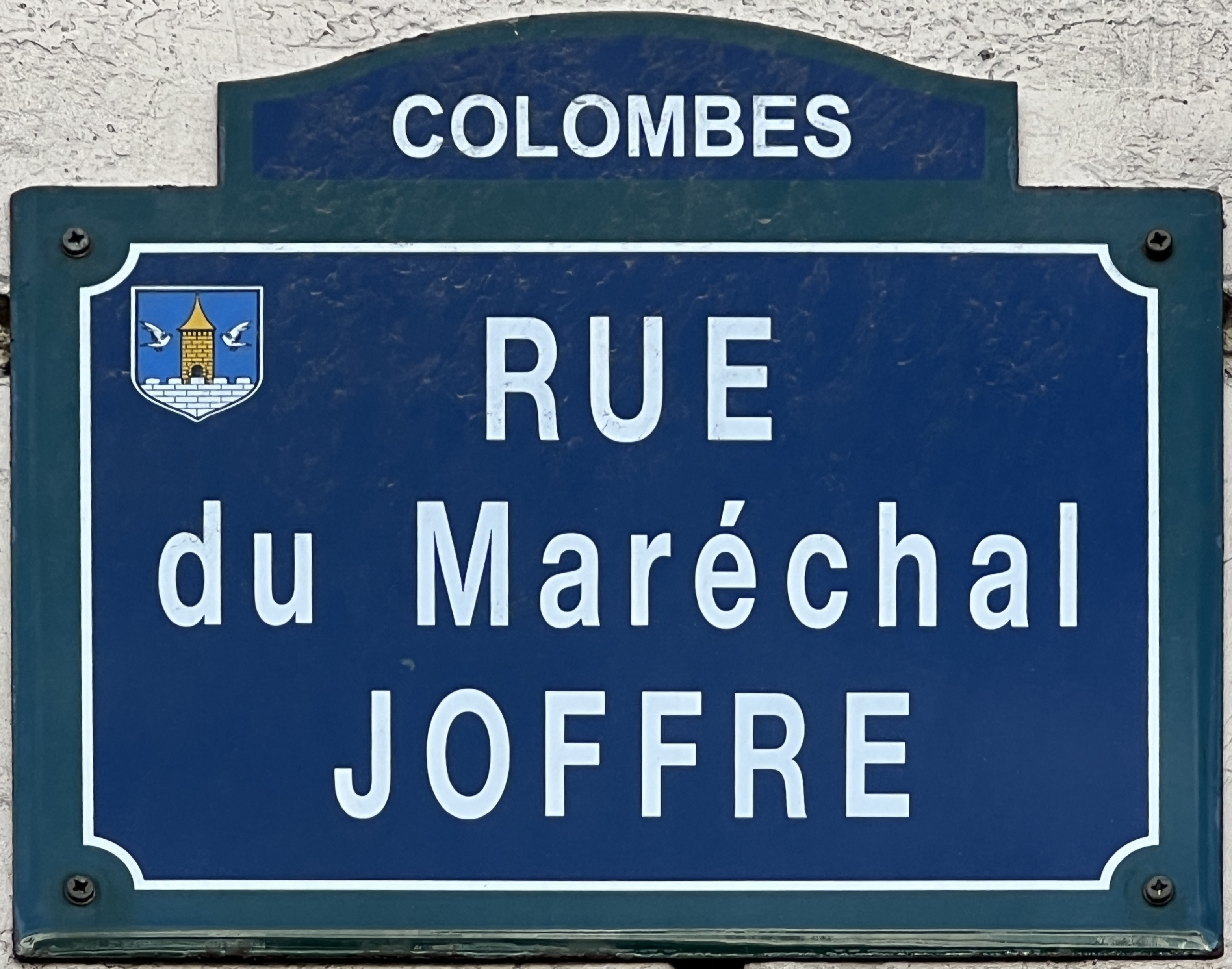
Plaque Rue du Maréchal-Joffre.

Elle prend son nom actuel en 1929, en l'honneur de l'officier général français de la Première Guerre mondiale et maréchal de France Joseph Joffre (1852-1931).

## Historique

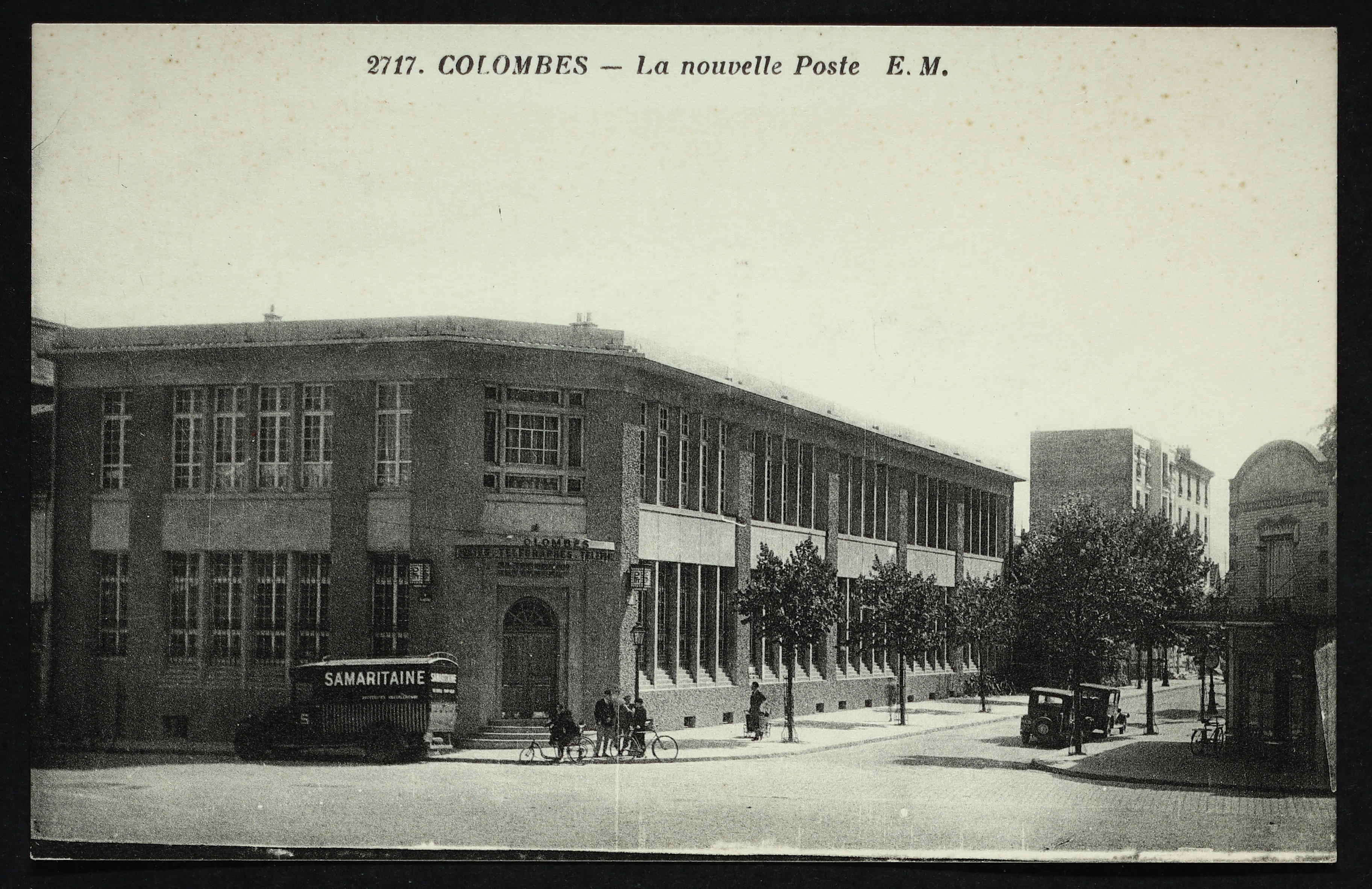
La nouvelle poste, ouverte en 1929.

C'était autrefois la rue des Aubépines et est attestée depuis 1606.
Elle se prolongeait sous ce nom jusqu'à Bois-Colombes et gardera encore ce nom après la séparation des deux villes.

## Bâtiments remarquables et lieux de mémoire

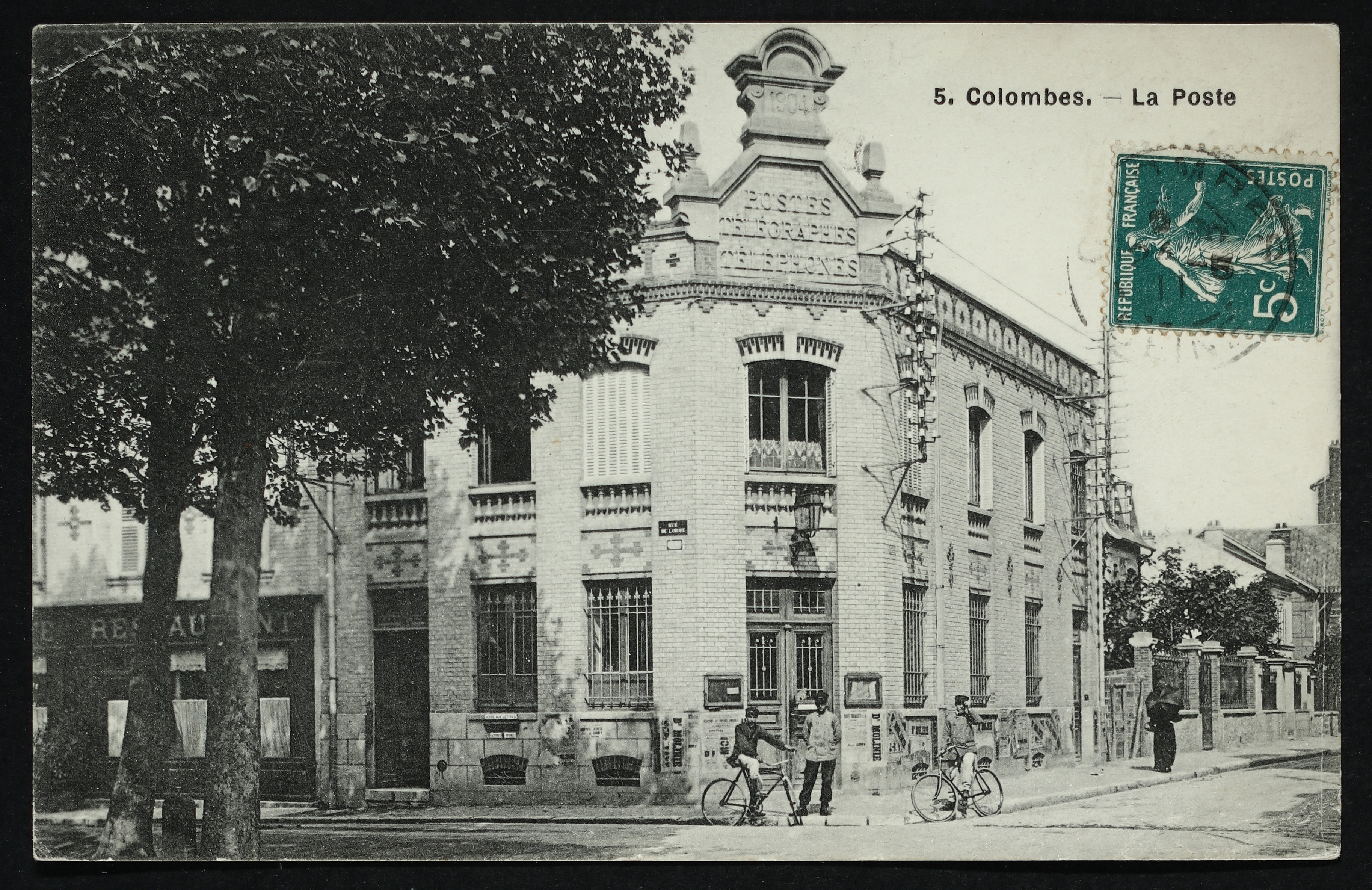
La poste au début du XXe siècle.

- Au coin d'une ancienne rue de l'Orme aujourd'hui disparue, une poste aujourd'hui détruite, et remplacée en 1929[2] par un bâtiment classé[3].
- Hôtel de ville de Colombes, inauguré  en 1923.
- Au no 50, église baptiste construite en 1909[4] sous l'impulsion d'Émile Raynaud et de son épouse, officiers de l'Armée du Salut[5].
- Au no 102, une maison construite en 1904 par les architectes Paul et Albert Leseine pour M. Pigache.